# Tre desideri
Tre desideri (Three Wishes) è un film drammatico del 1995, diretto da Martha Coolidge, con protagonista Patrick Swayze.

## Trama
Jane Holman, alla guida della sua vettura con i suoi due figli Tom e Gunny, investe accidentalmente un vagabondo di nome Jack McCloud, rompendogli una gamba. Dispiaciuta per lui, Jane invita Jack e il suo cane Betty Jane a rimanere a casa sua finché la gamba non si sarà rimessa. Dopo qualche difficoltà ad adattarsi al nuovo stile di vita, Jack scopre di essere amato dalla famiglia e che tutti vorrebbero che rimanesse. Quando inizia ad insegnare il baseball a Tom, che aveva perso il padre nella Guerra di Corea, fra i due si sviluppa un legame molto forte. Nel frattempo Gunny è convinto che ci sia molto di più di quel che si vede tra Jack e Betty Jane, ed è determinato a scoprirlo.